# Сіроштан Ігор Григорович
Ігор Григорович Сіроштан (нар. 15 лютого 1961, Українська РСР) — радянський та український футболіст і тренер, захисник.

## Клубна кар'єра
Футбольну кар'єру розпочав 1980 року в куп'янському "Локомотиві". У 1981 році перейшов у куп'янський «Металург». Після проголошення незалежності України грав за «Металург» в аматорському чемпіонаті України. Кар'єру гравця завершив 1995 року.

## Кар'єра тренера
По завершенні кар'єри гравця розпочав тренерську діяльність. У 1992 році закінчив Академію фізичного виховання у Харкові. З 1997 по 2001 рік тренував команду «Оскіл» (Куп'янськ). На початку 2002 року очолив «Олком» (Мелітополь). У липні 2003 року його призначили головним тренером «Сталі» (Дніпродзержинськ), якою керував до кінця 2003 року. До серпня 2004 року працював головним тренером «Гірника» (Кривий Ріг), а потім повернувся до «Сталі», де допомагав тренувати гравців до 31 травня 2006 року. З липня по жовтень 2007 року очолював луганський «Комунальник». У жовтні 2007 року знову приєднався до тренрського штабу «Сталі», де працював до 9 квітня 2008 року помічником тренера. Тривалий період часу працював директором та тренером дитячого клубу «Мрія» (Куп’янськ).

## Особисте життя
Син, Олег, також футболіст.